# Черевачицький ключ
Черевачицький ключ (волость) — група населених пунктів у складі Кобринської губернії. На чолі стояв ключовий економ. По даних коморника Людвіка Кройца мала в 1765 році 427 волок.
- Черевачичі (огородники черевачицькі)

## Села
- Батчи
- Мельники
- Перки
- Піски
- Шиповичі
- Яковчичі